# Samantha Barks
Samantha Jane Barks (Laxey, 2 ottobre 1990) è un'attrice e cantante mannese, nota soprattutto come interprete di musical.
Nota per aver interpretato il ruolo di Éponine nel venticinquesimo anniversario di Les Misérables e nell'omonimo adattamento cinematografico di Tom Hooper.

## Biografia
Samantha Barks è nata e cresciuta sull'Isola di Man, precisamente nella città di Laxey. Ha frequentato la scuola elementare Laxey Primary School a Laxey e successivamente la St Ninian's High School nel Douglas, prima di trasferirsi a Londra per studiare alla The Arts Educational Schools di Chiswick.
Barks cominciò a studiare ballo da quando aveva 3 anni, specializzandosi in ballo moderno e tip tap, e frequentando numerose compagnie e note scuole di danza, come la Manx Ballet Company. Frequentò anche la Manx Operatic Society che le fornì molta esperienza in ambito canoro e lirico.
All'età di 4 anni fu scritturata per interpretare il ruolo di Bianca Neve, presso una produzione scolastica, e successivamente interpretò innumerevoli ruoli secondari in musical, di produzioni locali, come nel Il mago di Oz, Cenerentola, Alice nel Paese delle Meraviglie, Guys and Dolls e Grease.

### Carriera
Nell'aprile del 2007, ha pubblicato il suo album di debutto looking in your eyes, che raggiunse la cifra di 600 copie vendute.
Rappresentò, nel Dicembre dello stesso anno, l'Isola di Man nel concorso Maltese International Song Competition, dove vinse il primo premio, vincendo €2000 e il titolo di "Miglior Cantante Straniera", cantando la canzone del suo album Nothing Else.
Nel 2008 partecipò al programma canoro I'd Do Anything, della BBC One, ove arrivò terza, e dove cantò brani di noti musical, come Defying Gravity dal musical Wicked. Per questa performance fu sostenuta e aiutata da Idina Menzel, che ricoprì il ruolo di Elphaba nel musical stesso.
Negli anni successivi Barks cominciò ad avviare la sua carriera artistica, cominciando ad interpretare ruoli importanti in noti musical, in Cabaret e Aladdin.
Dal giugno del 2010, interpretò Éponine nella produzione londinese de Les Misérables, che la vede sul palco dal giugno 2010 al giugno 2011.
Grazie a questa interpretazione Barks fu scelta per interpretare Éponine nel 25º anniversario de Les Misérables, nella O2 Arena di Londra, sotto la produzione di Cameron Mackintosh, al fianco di Alfie Boe, Lea Salonga, Nick Jonas, Matt Lucas, Jenny Galloway e Ramin Karimloo.
Dal dicembre 2011 ad aprile 2012, interpreta Nancy nella produzione in tour di Oliver!.
Barks riprende il ruolo di Éponine nell'adattamento cinematografico di Les Misérables di Tom Hooper. Ha appreso la notizia da Sir Cameron Mackintosh durante una chiamata alla ribalta di Oliver. Nel film ha lavorato al fianco di Anne Hathaway, Hugh Jackman, Russell Crowe e Eddie Redmayne.
Nel 2013 viene ingaggiata per interpretare il ruolo di Velma Kelly nella rappresentazione di Chicago all'annuale Hollywood Bowl, diretta da Neil Patrick Harris.

## Filmografia

### Attrice

#### Cinema
- Les Misérables, regia di Tom Hooper (2012)
- The Christmas Candle, regia di John Stephenson (2013)
- Raccolto amaro (Bitter Harvest), regia di George Mendeluk (2017)
- Interlude in Prague, regia di John Stephenson (2017)
- For Love or Money, regia di Mark Murphy (2019)
- First Date, regia di Dean Johnson (2020)
- Tomorrow Morning, regia di Nick Winston (2022)

#### Televisione
- Les Misérables in Concerto, 25º Anniversario (2010)
- Groove High – serie TV, 26 episodi (2012)

### Doppiatrice
- Jack et mécanique du coeur, regia di Stéphane Berla e Mathias Malzieu (2013)
- Robot Chicken – serie TV, episodio 7x05 (2014)

## Teatro
- Cabaret, libretto di Joe Masteroff, colonna sonora di John Kander, testi di Fred Ebb, regia di Rufus Norris. Tour britannico (2008)
- Les Misérables, libretto e testi di Alain Boublil e Herbert Kretzmer, colonna sonora di Claude-Michel Schönberg, regia di Trevor Nunn e John Caird. Queen's Theatre di Londra (2010-2011)
- Les Misérables: The 25th Anniversary, libretto di Alain Boublil e Herbert Kretzmer, colonna sonora di Claude-Michel Schönberg, regia di Laurence Connor. The O2 Arena di Londra (2010)
- Oliver!, libretto, testi e colonna sonora di Lionel Bart, regia di Laurence Connor. Tour britannico (2011-2013)
- Chicago, libretto di Bob Fosse e Fred Ebb, colonna sonora di John Kander, testi di Fred Ebb, regia di Brooke Shields. Hollywood Bowl di Los Angeles (2013)
- City of Angels, libretto di Larry Gelbart, colonna sonora di Cy Coleman, testi di David Zippel, regia di Josie Rourke. Donmar Warehouse di Londra (2014)
- Amélie, libretto di Craig Lucas, colonna sonora di Daniel Messé, testi di Nathan Tysen e Daniel Messé, regia di Pam MacKinnon. Berkeley Repertory Theatre di Berkeley (2015)
- The Last Five Years, libretto, colonna sonora, testi e regia di Jason Robert Brown. The Other Palace di Londra (2016)
- Honeymoon in Vegas, libretto di Andrew Bergman, colonna sonora di Jason Robert Brown. London Palladium di Londra (2017)
- Pretty Woman: The Musical, libretto di Garry Marshall e J. F. Lawton, colonna sonora e testi di Bryan Adams e Jim Vallance, regia di Jerry Mitchell. Oriental Theatre di Chicago e Nederlander Theatre di Broadway (2018)
- Chess, libretto di Tim Rice, colonna sonora Benny Andersson e Björn Ulvaeus. Umeda Arts Theater di Osaka e Tokyo International Forum di Tokyo (2020)
- Frozen, libretto di Jennifer Lee, colonna sonora di Kristen Anderson-Lopez and Robert Lopez, regia di Michael Grandage. Theatre Royal Drury Lane di Londra (2021)

## Doppiatrici italiane
Nelle versioni in italiano dei suoi film, Samantha Barks è stata doppiata da: 
- Letizia Scifoni ne Les Misérables
- Simona Chirizzi in Raccolto amaro
- Cecilia Fanfani in Groove High